# Tysnes
Tysnes ist eine Kommune im norwegischen Fylke Vestland. Die Kommune hat 2986 Einwohner (Stand: 1. Januar 2025) und liegt südlich der Stadt Bergen auf mehreren Insel verteilt. Verwaltungssitz ist die Ortschaft Uggdal.

## Geografie

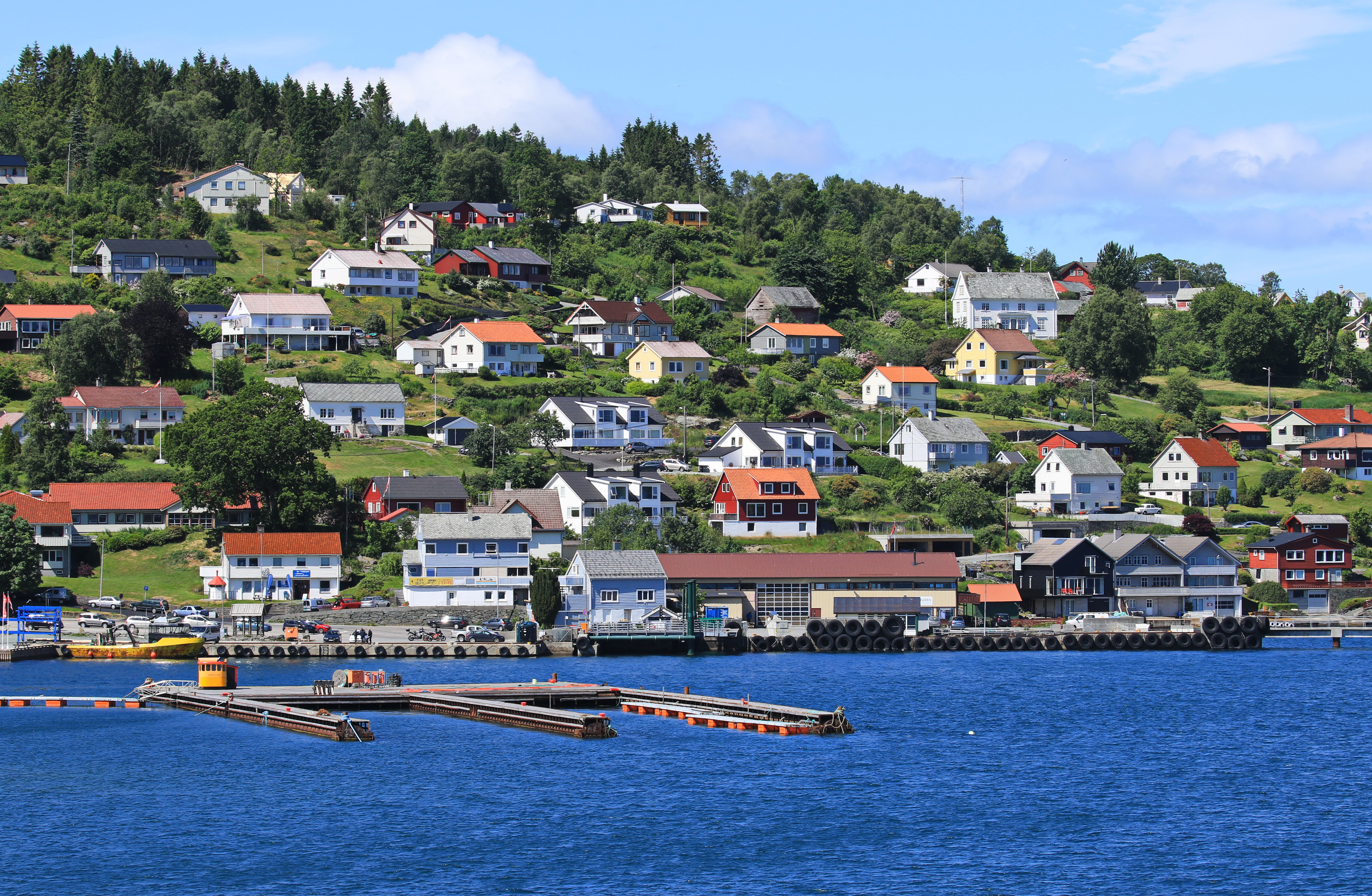
Blick auf Våge an der Nordküste der Tysnesøya

Die Kommune Tysnes liegt in der Landschaft Sunnhordland an der norwegischen Westküste. Insgesamt gehören rund 170 Inseln zur Kommune. Hauptinsel ist die Tysnesøya mit 197 km². Die Insel Reksteren im Nordwesten ist mit 37 km² die zweitgrößte Insel in der Kommune, danach folgt die im Süden gelegene Insel Skorpo mit rund 9 km². Zwischen den beiden Inseln Tysnesøya und Reksteren befindet sich die Bucht Søreidsvika. Alle Gemeindegrenzen verlaufen in den die Kommune umgebenden Fjorden und Meerengen. Die Grenze zur nördlichen Nachbargemeinde Bjørnafjorden verläuft größtenteils im gleichnamigen Fjord. Östlich von Tysnes liegt Kvinnherad auf dem Festland. Die Grenze zu Kvinnherad verläuft im Hardangerfjord. Auf der südwestlich der Tysnesøya gelegenen Insel Stord liegen die beiden Kommunen Stord und Fitjar. Zwischen den beiden Insel befindet sich die Meeresenge Langenuen. Nordwestlich von Tysnes grenzt die Inselkommune Austevoll an. Die Gesamtfläche der Kommune beträgt 255,12 km², wobei Binnengewässer zusammen 9,94 km² ausmachen.
Die höchsten Erhebungen der Kommune liegen im Osten der Tysnesøya. Die Erhebung Tysnessåta stellt mit einer Höhe von 751,68 moh. den höchsten Punkt der Kommune Tysnes dar.

## Einwohner
Die meisten Einwohner leben auf den beiden Inseln Tysnesøya und Reksteren. Auf der Insel Reksteren ist vor allem die Ostküste dichter besiedelt. Auf der Tysnesøya sind die Nord-, West- und Südküste am stärksten besiedelt. Nach dem Zweiten Weltkrieg fiel die Zahl der Einwohner nahezu jährlich. Eine Ausnahme stellten nur die 1980er-Jahre dar. Später trat ein leichter Wachstum ein. Våge ist der einzige sogenannte Tettsted, also die einzige Ansiedlung, die für statistische Zwecke als eine städtische Siedlung gewertet wird. Zum 1. Januar 2024 lebten dort 869 Einwohner.
Die Einwohner der Gemeinde werden Tysnesing genannt. Offizielle Schriftsprache ist wie in vielen Kommunen in Vestland Nynorsk, die weniger weit verbreitete der beiden norwegischen Sprachformen.
| Jahr          | 1986 | 1990 | 1995 | 2000 | 2005 | 2010 | 2015 | 2020 | 2025 |
| ------------- | ---- | ---- | ---- | ---- | ---- | ---- | ---- | ---- | ---- |
| Einwohnerzahl | 2893 | 2915 | 2852 | 2843 | 2825 | 2779 | 2782 | 2869 | 2986 |

## Geschichte

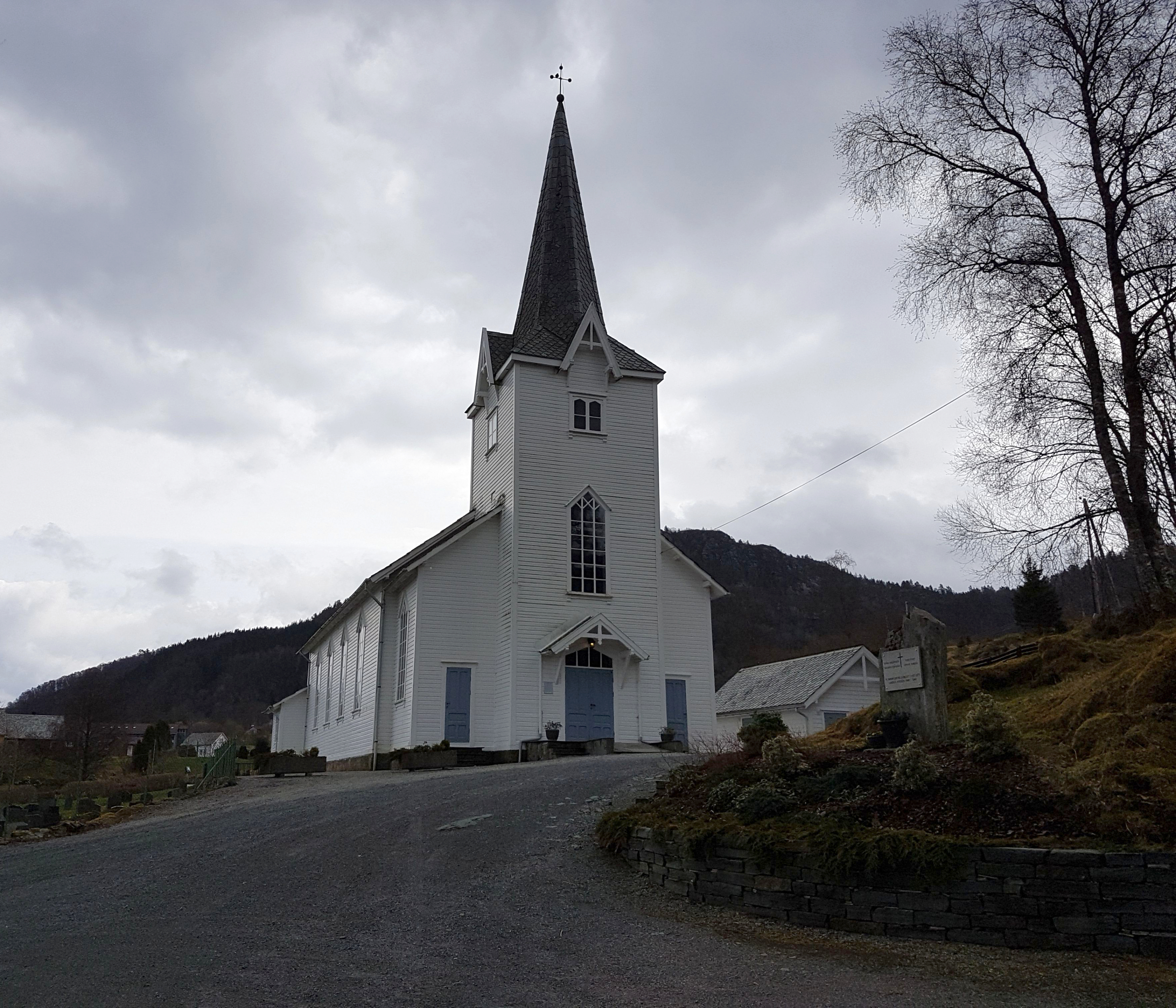
Tysnes kirke

Die Kommune Tysnes entstand im Rahmen der Einführung der lokalen Selbstverwaltung im Jahr 1837. Zum 1. Januar 1907 ging ein von 67 Personen bewohntes Gebiet von Tysnes an die Nachbarkommune Kvinnherad über. Bis zum 31. Dezember 2019 gehörte Tysnes dem damaligen Fylke Hordaland an. Dieses ging im Zuge der Regionalreform in Norwegen in das zum 1. Januar 2020 neu geschaffene Fylke Vestland über.
Tysnes war ein Zentrum für die Verehrung heidnischer Götter, wovon bis heute mehrere Ortsnamen zeugen. In der Kommune wurden viele archäologische Funde gemacht. Zu diesen gehört das eisenzeitliche Gräberfeld Årbakkavollen.
In der Kommune liegen mehrere Kirchen. Die Tysnes kyrkje ist eine Holzkirche aus dem Jahr 1868 in Våge. Die Uggdal kyrkje wurde zehn Jahre später fertiggestellt. Auch bei ihr handelt es sich um eine Holzkirche. Die weiteren Kirchen von Tysnes sind die Onarheim kyrkje aus dem Jahr 1893 und die Reksteren kyrkje aus dem Jahr 1937.

## Wirtschaft und Infrastruktur

### Verkehr

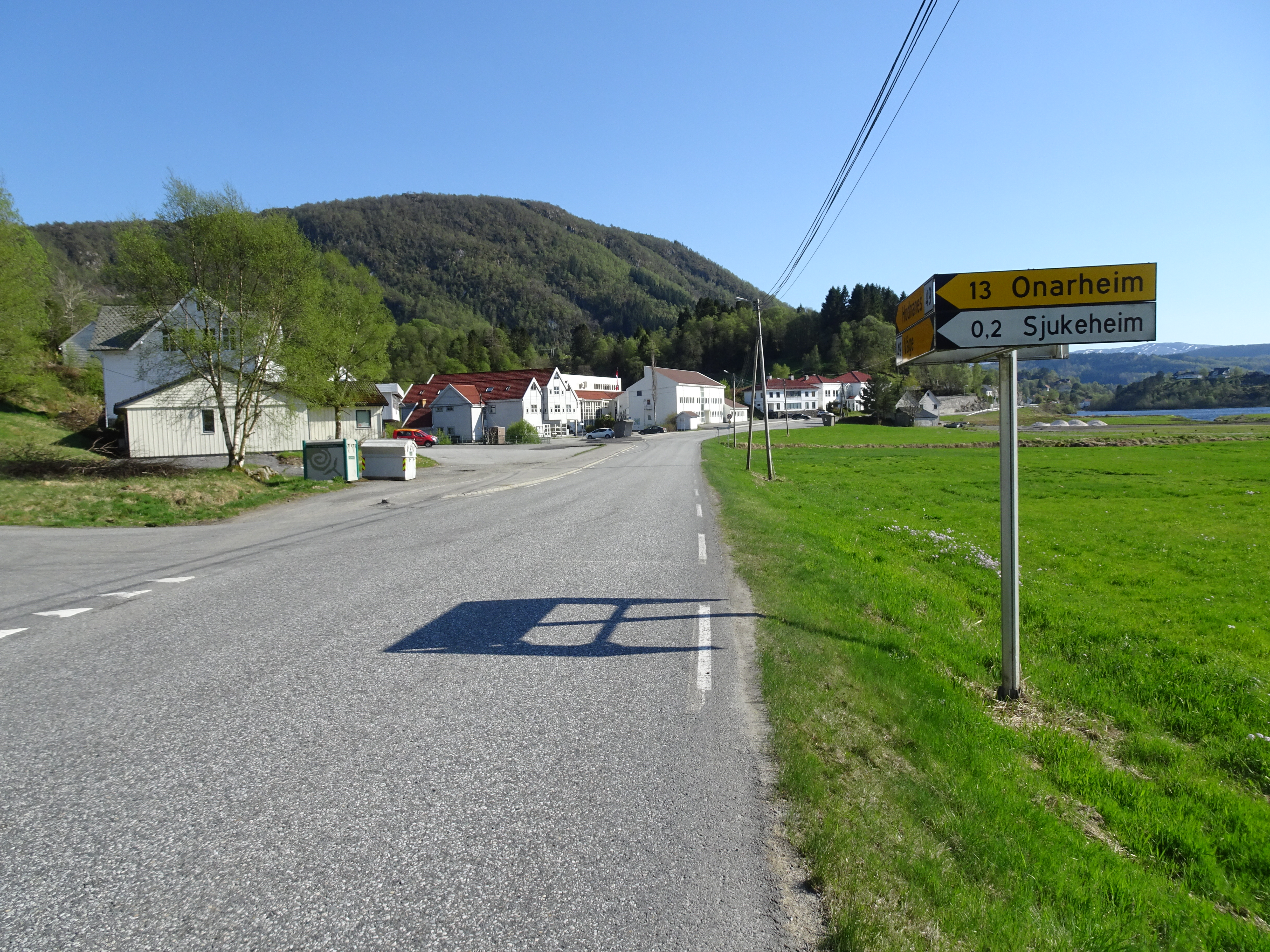
Fylkesvei in Uggdal

Über die Tysnesøya und die Insel Reksteren führt der Fylkesvei 549. Die Straße führt vom Nordosten der Tysnesøya auf das Festland. Die Anbindung ermöglicht es, ohne Fähren in die Stadt Bergen zu gelangen. Der kürzere Weg in die Stadt ist jedoch die Fährverbindung, die von Våge an der Nordküste der Tysnesøya aus verläuft. Die Verbindung führt über den Bjørnafjord nach Halhjem in der Kommune Bjørnafjorden. An Land trifft die Fährverbindung auf die Europastraße 39 (E39). Im Süden der Kommune führt eine Fährverbindung in die Gemeinde Stord. Dort werden Jektevik und Huglo angesteuert.

### Wirtschaft
In der Kommune gibt es vielerorts für die Landwirtschaft gut geeignete Böden. Es werden vor allem Rinder und Schafe gehalten. Das mildere Küstenklima begünstigt die Weidehaltung. Vor allem im Innenland der beiden größten Inseln wird der Wald für die Forstwirtschaft genutzt. Im Jahr 2021 arbeiteten von rund 1380 Arbeitstätigen etwa 940 in Tysnes selbst. Hauptziele der Pendler waren die Kommune Bergen und die Nachbarkommune Stord.

## Name
Der Gemeindename lautete im Altnordischen Týsnes. Der Name setzt sich aus dem Gottesnamen „Ty“ und dem Wort „-nes“ (deutsch Landspitze, -zunge) zusammen. In der Region gibt es mehrere Ortsnamen, die an heidnische Götter erinnern. Der alte Name der Kommune war Njarðarlǫg. Dieser leitet sich von Njörd (bokmål: Njård, nynorsk Njord, altnordisch Njörðr), dem Gott des Wetters und Meere der nordischen Mythologie, her und deutet darauf hin, dass hier das religiöse Zentrum für größere Teile des Vestlandet war.